# Juridiska föreningen i Finland
Juridiska föreningen i Finland är en sammanslutning av jurister i Finland, bildad 1862.
Föreningen utger sedan 1865 en årligen utkommande tidskrift.